# Przenośnik zgrzebłowy

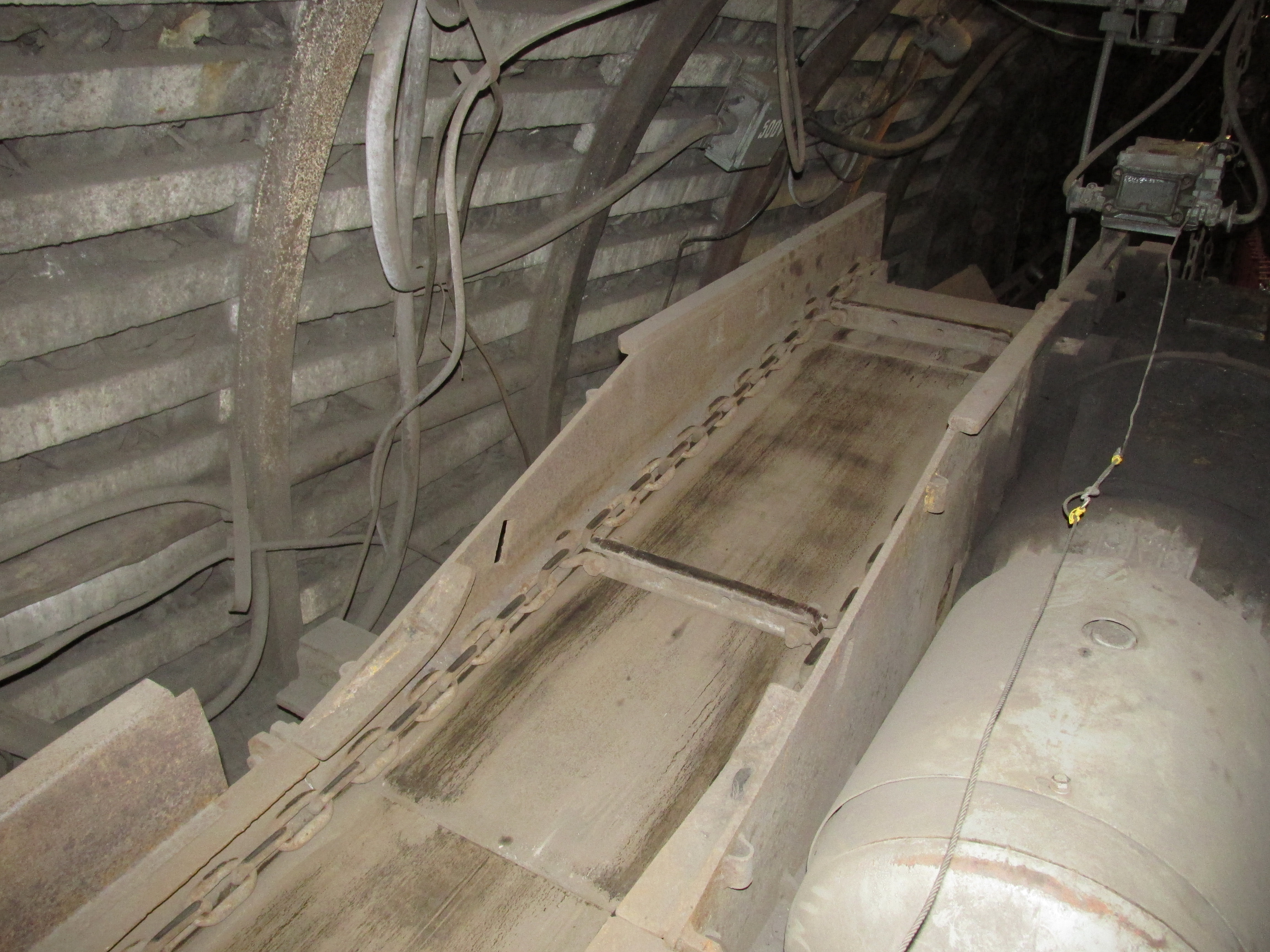
Przenośnik zgrzebłowy

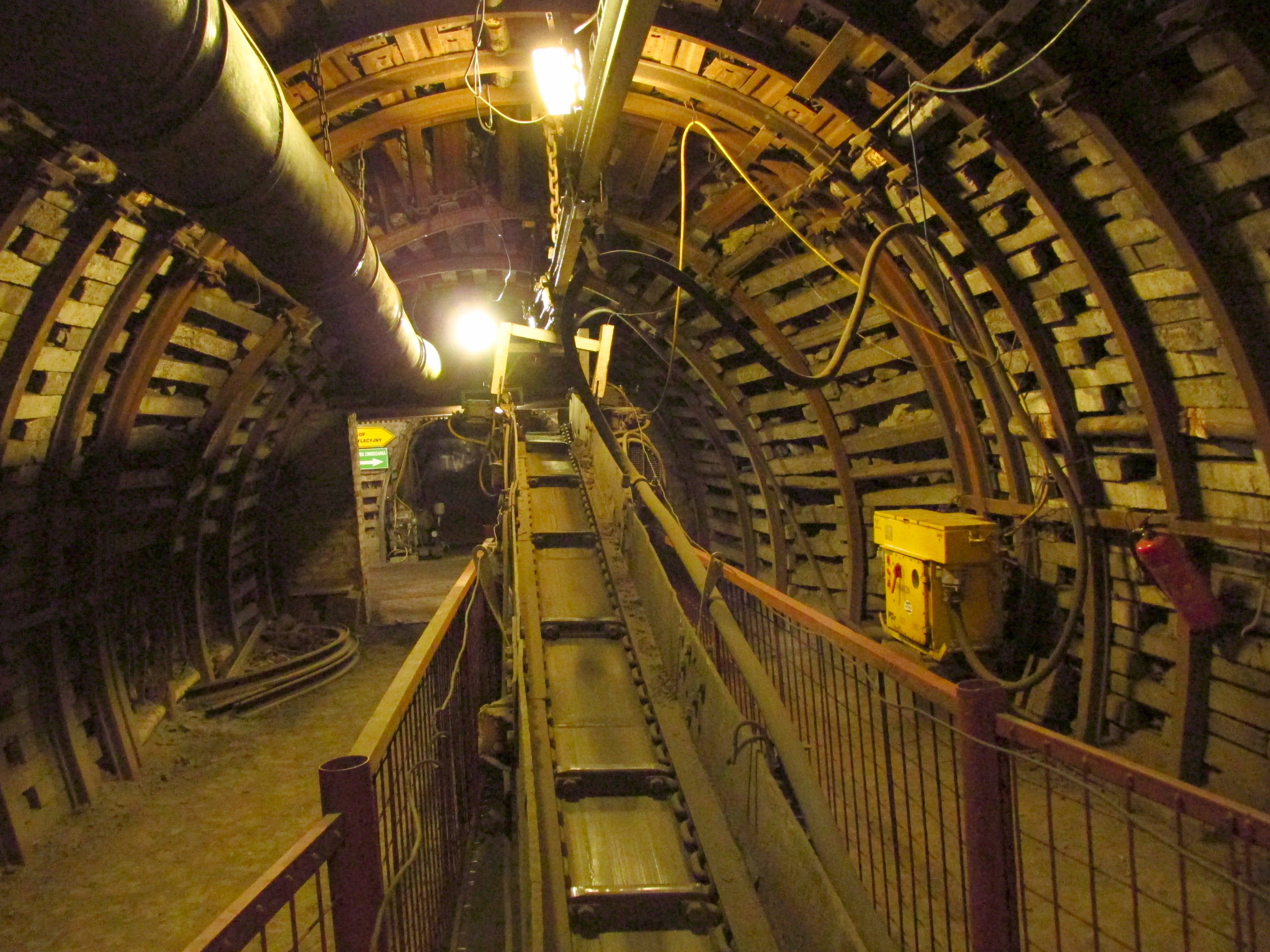
Przenośnik zgrzebłowy

Przenośnik zgrzebłowy – urządzenie transportowe typu przesuwającego, w którym przymocowane do łańcucha (łańcuchów) elementy poprzeczne, zwane zgrzebłami, przesuwają urobek w sposób ciągły w określone miejsce.

## Budowa
Każdy przenośnik zgrzebłowy składa się z następujących podstawowych zespołów:
napędu, przęseł, łańcucha wraz ze zgrzebłami oraz zwrotni. Silnik napędowy, sprzęgnięty z przekładnią zębatą za pośrednictwem sprzęgła hydrokinetycznego, napędza  gwiazdę napędową, która pociąga łańcuch przenośnika wraz z urobkiem. Do napędu stosuje się silniki o dużym momencie rozruchowym (ogniotrwałe). Elementy i zespoły stosowanych przenośników są zunifikowane tak, że są one wzajemnie wymienne. Umożliwia to uporządkowanie gospodarki częściami zamiennymi oraz ułatwia szkolenie personelu obsługującego.